# Rezistența neerlandeză

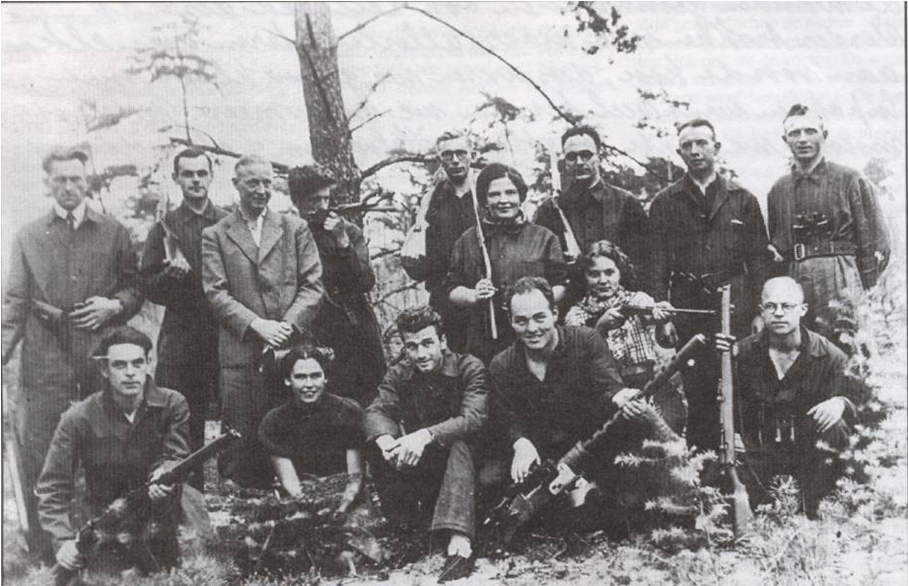
Gruparea de rezistență din jurul lui Jan Houtman, septembrie 1944

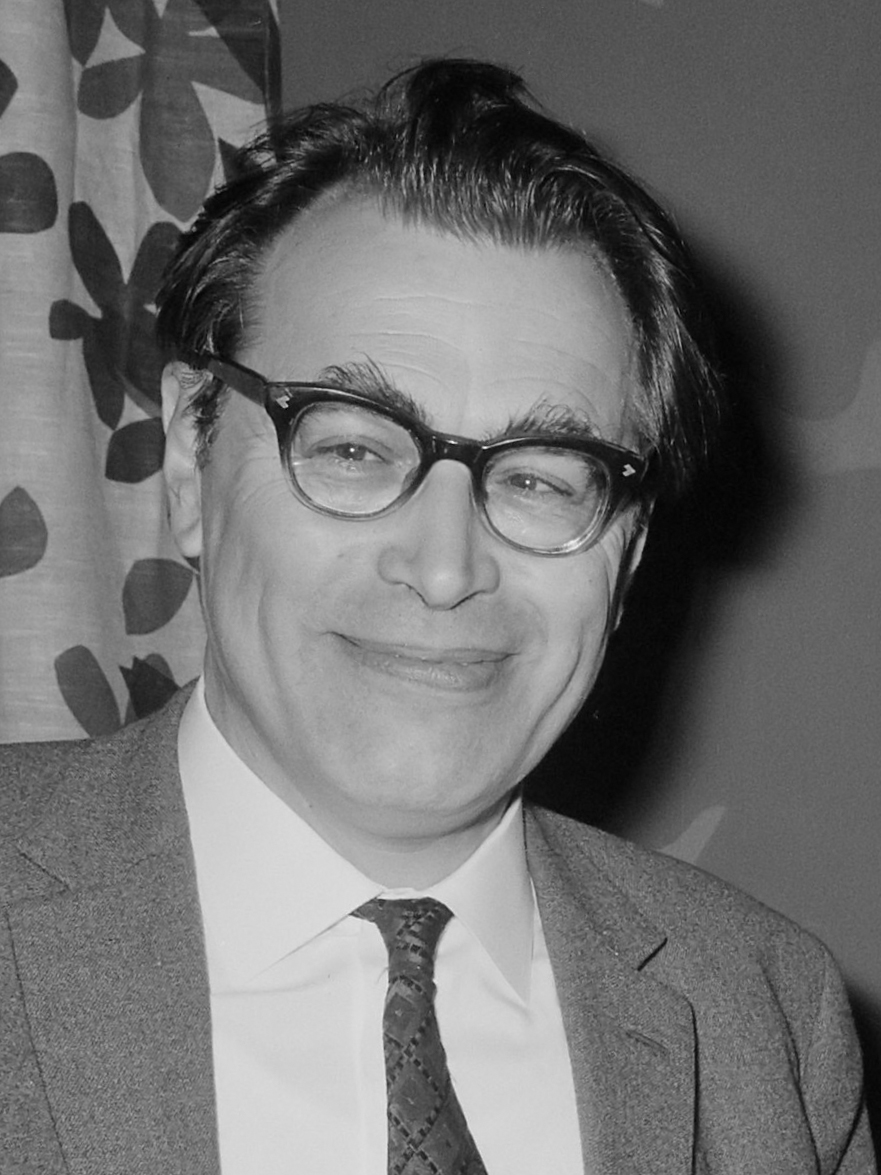
Godfried Bomans (1913-1971), drept între popoare

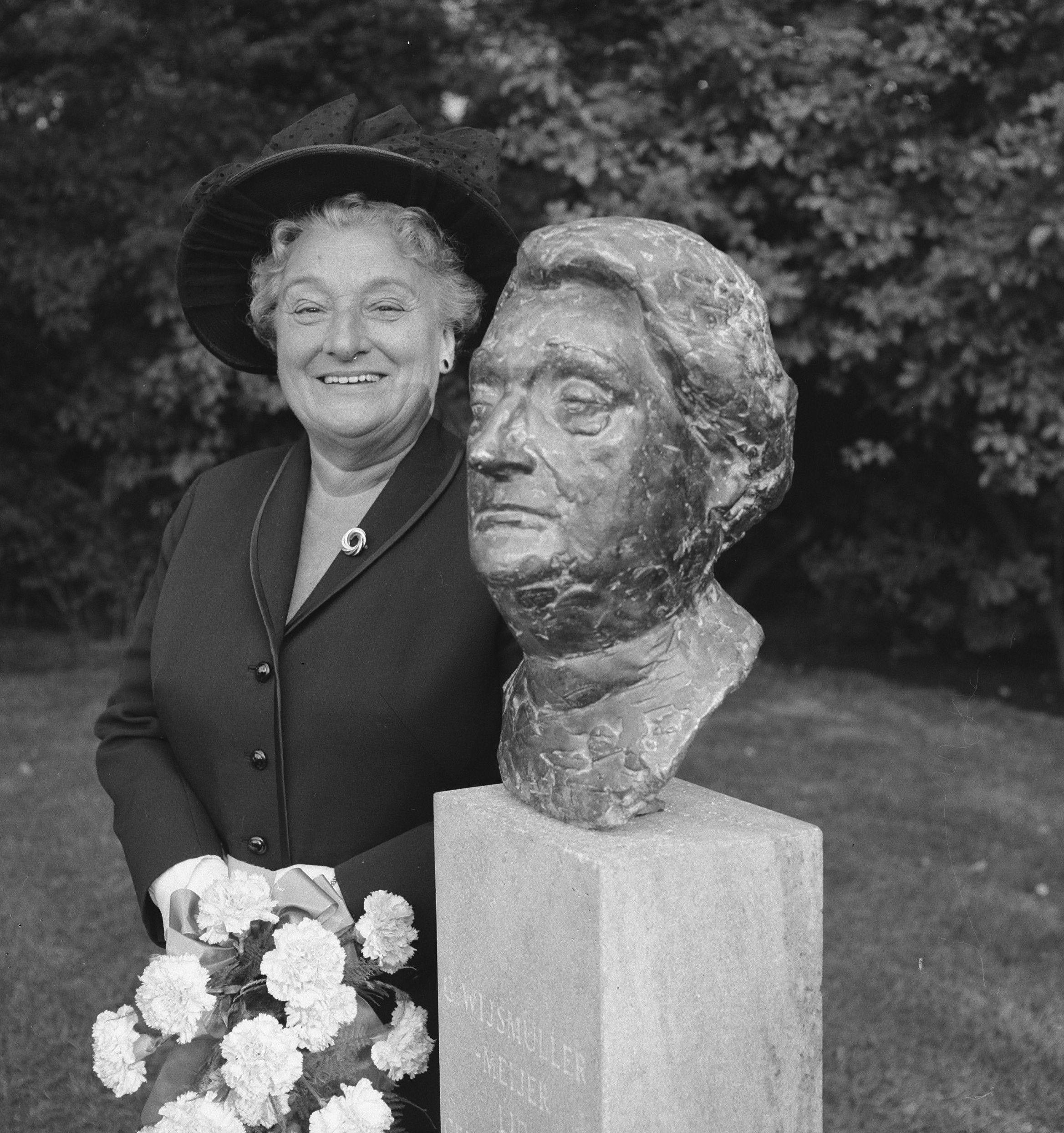
Mătușa Truus (1896-1978)

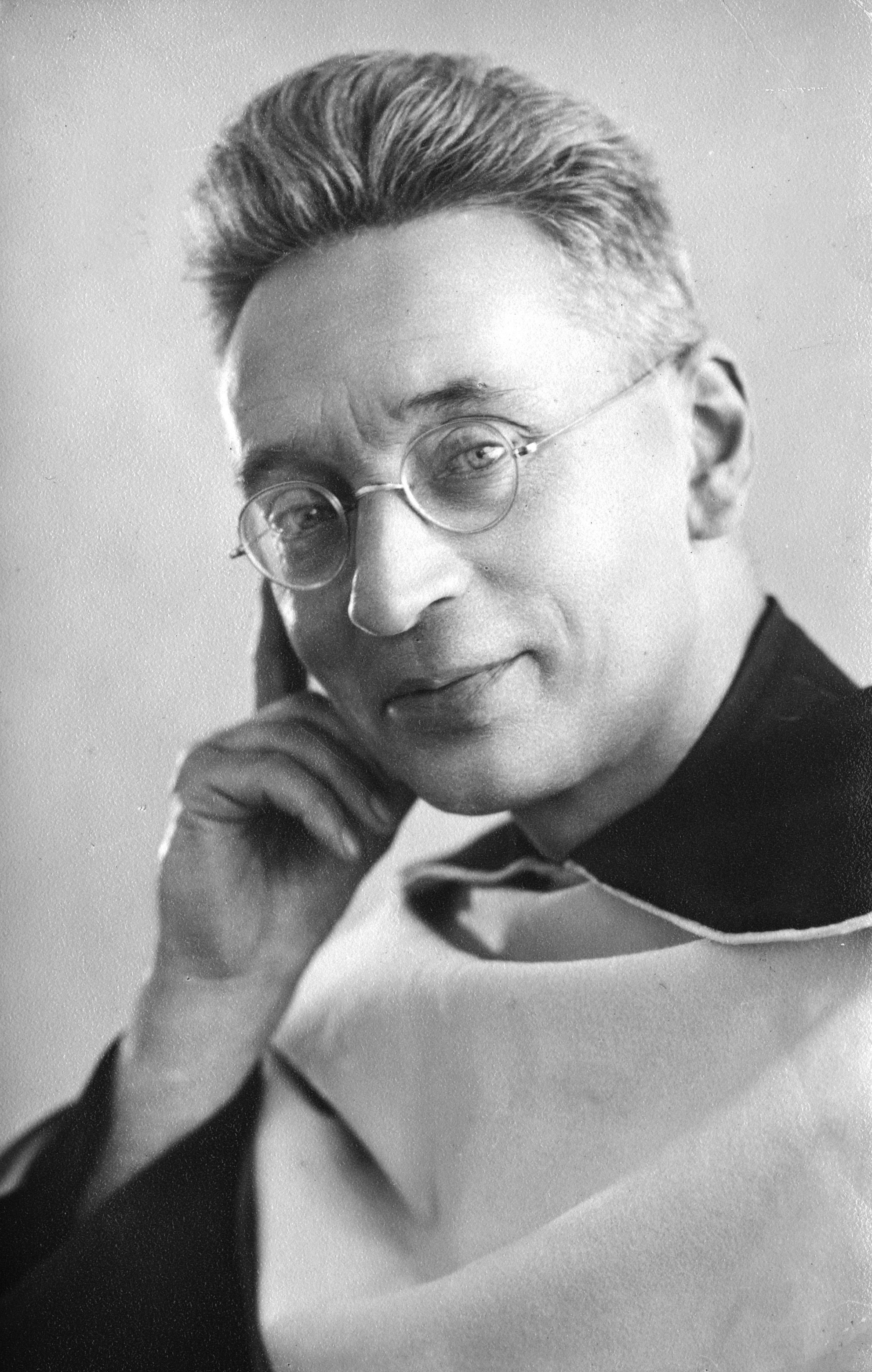
Titus Brandsma (1881-1942), rectorul Universității din Nijmegen, executat de naziști

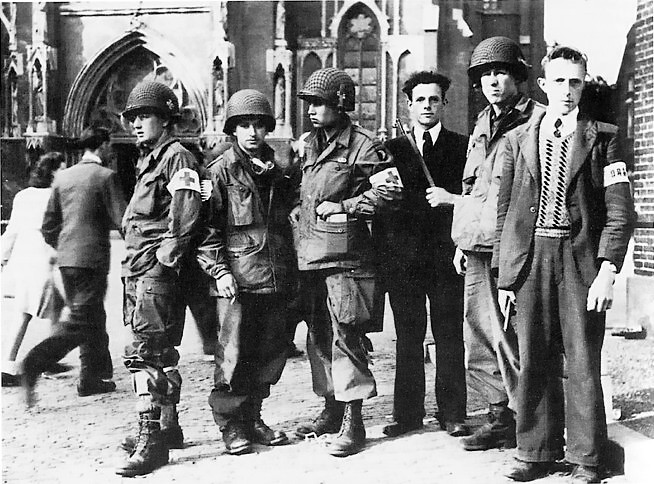
Membri ai mișcării de rezistență din Veghel alături de parașutiștii Diviziei 101 SUA, în fața catedralei din oraș în timpul Operațiunii Market Garden, septembrie 1944

Rezistența neerlandeză împotriva ocupației Germaniei Naziste din timpul celui de-al doilea război mondial s-a dezvoltat relativ încet, dar informațiile trimise Aliaților, sabotajele împotriva ocupantului și rețeaua proprie de comunicații s-au dovedit de maximă importanță pentru sprijinirea operațiunilor aliate pe toată perioada luptelor pentru eliberarea țării. 

## Preludiu
Mai înainte de declanșarea invaziei germane, Țările de Jos și-au proclamat neutralitatea. Țările de Jos nu s-au implicat în nici un război de pe continentul european din 1830. În 1914, la izbucnirea primului război mondial, Țările de Jos nu au fost atacate de Imperiul German, de aceea sentimentele antigermane nu au fost atât de puternice în rândul neerlandezilor ca în cazul locuitorilor altor state europene. Invazia germană din mai 1940 fost un mare șoc.

## Invazia germană
Pe 10 mai 1940 trupele germane au invadat Țările de Jos fără o declarație de război prealabilă. Cu o zi mai înainte mai multe grupuri mici de soldați germani îmbrăcați în uniforme neerlandeze s-au strecurat în țară. Unii dintre ei purtau căști „neerlandeze” făcute din carton. Deși armata neerlandeză era inferioară celei germane la aproape toate capitolele, la patru zile de la începutul invaziei înaintarea germană fusese oprită. Adolf Hitler, care crezuse că ocuparea Țărilor de Jos avea să se încheie în doar două zile, a dat ordin ca orașul Rotterdam să fie șters de pe suprafața pământului, aceeași soartă urmând să o aibă toate orașe neerlandeze, dacă armata neerlandeză ar fi continuat să refuze să capituleze. Neerlandezii, care își pierduseră încă de la începutul luptelor majoritatea avioanelor militare, și-au dat seama că nu mai pot opri bombardierele germane și au capitulat.
Cu toate acestea, în timp ce negociatorul neerlandez care semnase deja înțelegerea pentru încetarea focului, se întorcea acasă, bombardierele germane zburau pe deasupra capului lui spre Rotterdam, oraș pe care aveau să-l distrugă în acea zi. Soldații neerlandezi care au căzut în lupta pentru apărarea patriei, precum și cei aproximativ 800 de civili morți în bombardamentul din Rotterdam au fost primii dintr-o lungă listă a victimelor celor aproape cinci ani de ocupație nazistă. 

## Atitudinea inițială
Naziștii germani, care îi considerau pe neerlandezi ca făcând parte din familia popoarelor ariane, au avut o atitudine mai puțin represivă în Țările de Jos decât în alte țări ocupate, cel puțin la început. Forma plată de relief și marea densitate a populației făceau ca activitățile ilegale să fie greu de organizat. Țările de Jos erau înconjurate de teritorii controlate de germani, neexistând astfel căi pentru potențiale evadări sau aprovizionare cu materiale necesare luptei armate. Persoanele care încercau să organizeze acțiuni de rezistență și erau descoperiți de naziști au fost de cele mai multe ori condamnate la moarte și executate. 
La început majoritatea populației a acceptat tacit ocupația. Membrii și simpatizanții formațiunii politice Nationaal-Socialistische Beweging (NSB), fondată în 1931, au fost colaboraționiști zeloși ai ocupanților. La fel ca în Germania, dar altfel motivată, rezistența antinazistă a început să fie organizată de grupurile social-democrate, catolice și comuniste.
Biserica Catolică din Țările de Jos interzisese în anul 1934 pentru preoți și pentru reprezentanții laicilor apartenența la Mișcarea Național-Socialistă (NSB). În 26 iulie 1942 a fost citită în biserici scrisoarea pastorală a arhiepiscopului Johannes de Jong⁠(en)[traduceți], în care a criticat deschis deportarea evreilor, fapt care a dus la înăsprirea represaliilor, inclusiv prin arestarea și deportarea a 245 de evrei botezați, între care figura cea mai proeminentă a fost profesoara și călugărița Edith Stein. 
Naziștii au deportat evreii în lagărele de concentrare, au raționalizat hrana și au pedepsit anumite persoane prin retragerea cartelelor de hrană. De asemenea, bărbații adulți (18–45 de ani) au fost forțați să lucreze în fabrici germane sau la lucrările de interes public. În cei cinci ani de ocupație, odată cu înăsprirea condițiilor de ocupație, rezistența neerlandeză a devenit treptat mai puternică și mai bine organizată.
În Țările de Jos naziștii au exterminat o mare parte a populației evreiești. Unul dintre factorii favorizanți de identificare a evreilor a fost acela, că în perioada interbelică, autoritățile neerlandeze ceruseră cetățenilor să-și înregistreze religia pentru ca așa-numitele „taxe religioase” să fie distribuite corespunzător între diferitele confesiuni. În plus, orașele au fost ocupate de obicei de trupele SS, nu de cele ale Wehrmachtului, spre deosebire de alte țări europene. Nu trebuie neglijat nici faptul că forțele de ocupație s-au aflat de obicei sub comanda unor germani austrieci, care încercau să demonstreze că sunt buni „germani” prin impunerea cu duritate a politicii hitleriste antisemite.

## Activități

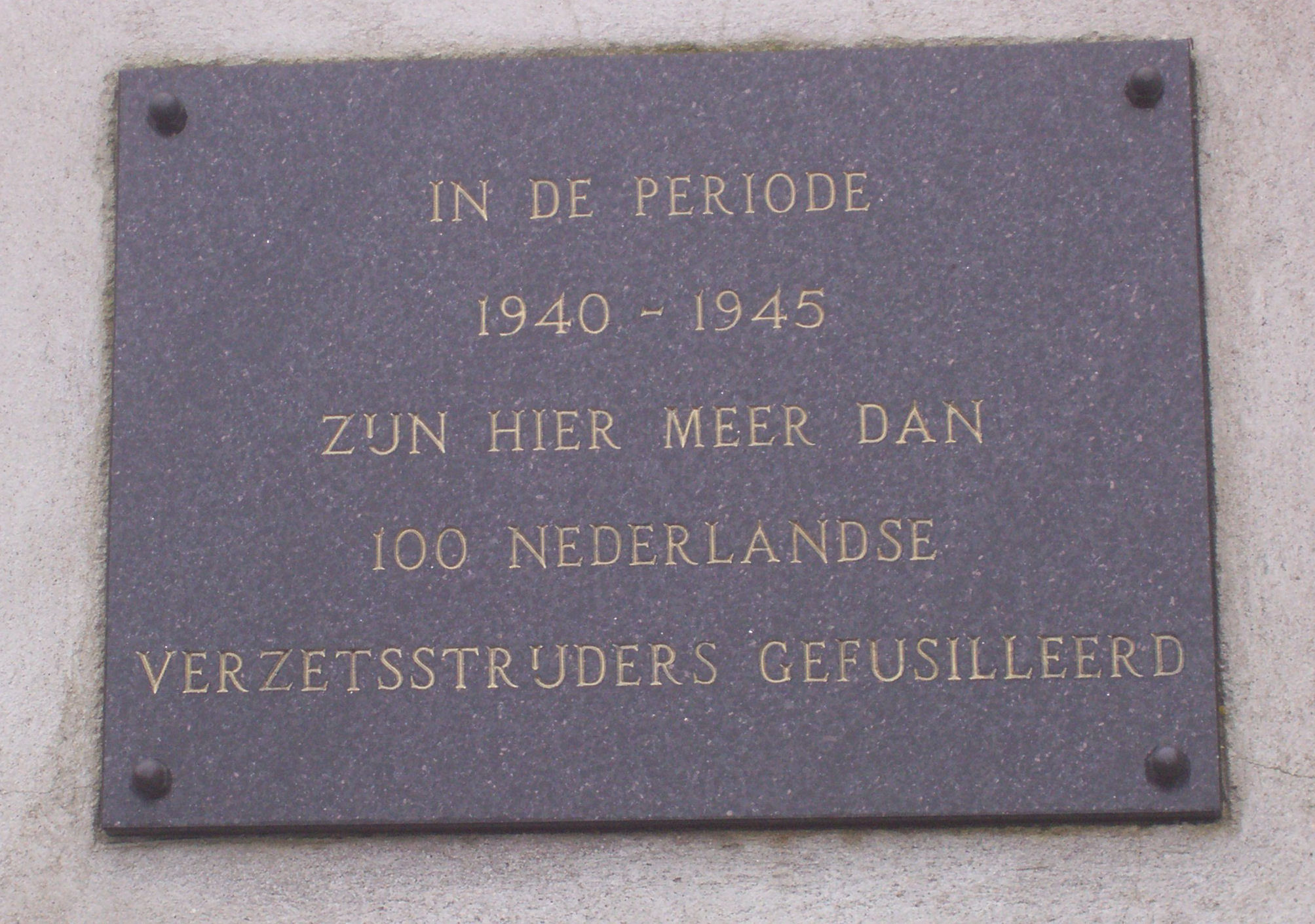
Placă comemorativă dezvelită în cinstea luptătorilor neerlandezi din rezistență executați de germani la Sachsenhausen

Pe 25 februarie 1941 Partidul Comunist din Țările de Jos a chemat la grevă generală, așa numita Greva  din Februarie, ca răspuns la razia nazistă din Amsterdam împotriva populației evreiești. În afară de Greva generală din Luxembourg din 1942, nu au mai avut loc astfel de acțiuni de protest în toată Europa ocupată de naziști. Greva neerlandezilor a fost înfrântă rapid.
Această acțiune a fost neobișnuită pentru rezistența neerlandeză, care desfășura acțiuni mai discrete. Rezistența neerlandeză era adepta acțiunilor de mică amploare, celulele de rezistență descentralizate facționând independent una de cealaltă. Unele dintre gurpurile mai mici nu aveau practic nicio legătură cu celelalte grupuri. Grupurile de rezistență produceau cartele de alimente false, falsificau bani, culegeau informații, publicau ziare ilegale precum  De Waarheid, Trouw, Vrij Nederland și Het Parool, sabotau liniile telefonice și căile ferate, produceau hărți și distribuiau hrană și alte bunuri. 
Una din cele mai riscante activități era ascunderea și adăpostirea refugiaților și a dușmanilor regimului nazist și a familiilor evreiești, precum cea a lui Anne Frank. Acești fugari erau cunoscut cu numele colectiv de onderduikers ("oameni care se ascund"). Spre sfârșitul războiului, acest sistem a fost folosit pentru ascunderea piloților Aliați doborâți deasupra teritoriului neerlandez. Corrie ten Boom și familia ei s-au aflat printre cei care au ascuns evrei și membri ai rezistenței urmăriți de naziști. 
În februarie 1943 doi luptători ai celulei CS-6 (de la adresa, 6 Corelli Street,  Amsterdam), au sunat la ușa colaboraționistului de 70 de ani Hendrik A. Seyffardt, general locotenent în retragere din Haga. După ce generalul a răspuns, cei doi l-au împușcat în abdomen. Generalul a murit o zi mai târziu. Asasinarea acestui oficial de rang inferior a declanșat represaliile dure conduse de generalul SS Hanns Albin Rauter. Au fost uciși 50 de ostatici neerlandezi și au fost declanșate raiduri polițienești în universități. Pe 6 martie 1945 rezistența a atacat mașina în care se deplasa generalul SS Rauter. În cadrul represaliilor care au urmat, au fost uciși 116 ostatici la locul atentatului din localitatea  De Woeste Hoeve, iar alți 147 de prizonieri ai Gestapoului au fost executați în diferite alte locații. Cu șase luni mai înainte, naziștii comiseseră o altă crimă de război, când arestaseră peste 600 de oameni, pe care i-au deportat în lagăre de concentrare, unde au fost uciși ca represalii la activitățile rezistenței.

## Organizarea
Imediat după 15 mai, a doua zi după capitularea Țărilor de Jos, Partidul Comunist Neerlandez a ținut o întrunire având pe ordinea de zi organizarea activității în clandestinitate și rezistența împotriva ocupației germane. A fost prima organizație de rezistență organzată în Țările de Jos. În timpul luptei împotriva ocupantului, aproximativ 2.000 de comuniști neerlandezi aveau să piară în camerele de tortură, lagărele de concentrare sau în fața plutoanelor de execuție. În aceeași zi Bernardus IJzerdraat⁠(en)[traduceți] a început distribuirea de fluturași manifeste în care protesta împotriva ocupației și în care chema la rezistență împotriva Germaniei. Acesta a fost primul act de rezistență publică. IJzerdraat a început organizarea unei organizații de rezistență numită „De Geuzen” (nume dat în amintirea unui grup de luptători împotriva ocupației spaniole din secolul al XVI-lea).
La câteva luni după ocuparea țării, mai mulți socialiști neerlandezi, au format Frontul Marx-Lenin-Luxemburg, care avea să devină una dintre forțele organizatoare ale Grevei din Februarie. Conducerea Frontului avea să fie capturată de germani, toți fiind executați în aprilie 1942. Comuniștii și socialiștii au fost singurele organizații interbelice care au intrat în clandestinitate și au protestat împotriva operațiunilor antisemite ale ocupantului nazist. 
Istoricul CIA Stewart Bentley, afirma că până la mijlocul anului 1944, în Țările de Jos au activat patru organizații importante de rezistență, care au acționat totatal independent una față de cealaltă:
- LO („Landelijke Organisatie voor hulp aan onderduikers” –  Organizația Națională pentru Ajutorarea Persoanelor în Clandestinitate);
- KP („Knokploeg” – Grupul de Asalt), care număra cam 550 de membri, specializați în sabotaje și asasinte ocazionale;
- RVV („Raad van Verzet” – Consiliul Rezistenței), care se ocupa cu organizarea de sabotaje, asasinate și protejarea persoanelor urmărite;
- the OD („Orde Dienst” – Ordinea de Serviciu) – un grup care pregătea condițiile reîntoarcerii guvernului din exil. În cadrul acestui grup activa GDN (Serviciul Secret Neerlandez), care asigura colectarea de informații.

În afară de aceste grupuri, organizația financiară NSF („Nationale Steun Fonds” – Fondul Național de Sprijin), care gestiona fondurile primite de la guvernul în exil, destinate operațiunilor LO și KP. Unul dintre personajele cele mai importante ale NSF a fost bankerul Walraven van Hall. La numai 39 de ani, bancherul a fost arestat și executat de naziști.
Cea mai veche și mai importantă mișcare de rezistență, cea a comuniștilor, nu este nici măcar menționată de istoricul CIA. Timp de mai multe decenii, istoricii oficiali au evitat să menționeze rolul major jucat de comuniști în lupta împotriva ocupantului, sau numărul mare de membri ai Partidului Comunist care au pierit în lupta cu naziștii, (mai mare decât ai tuturor celorlalte grupuri de rezistență la un loc). 

## Rezistența neerlandeză după debarcarea din Normandia

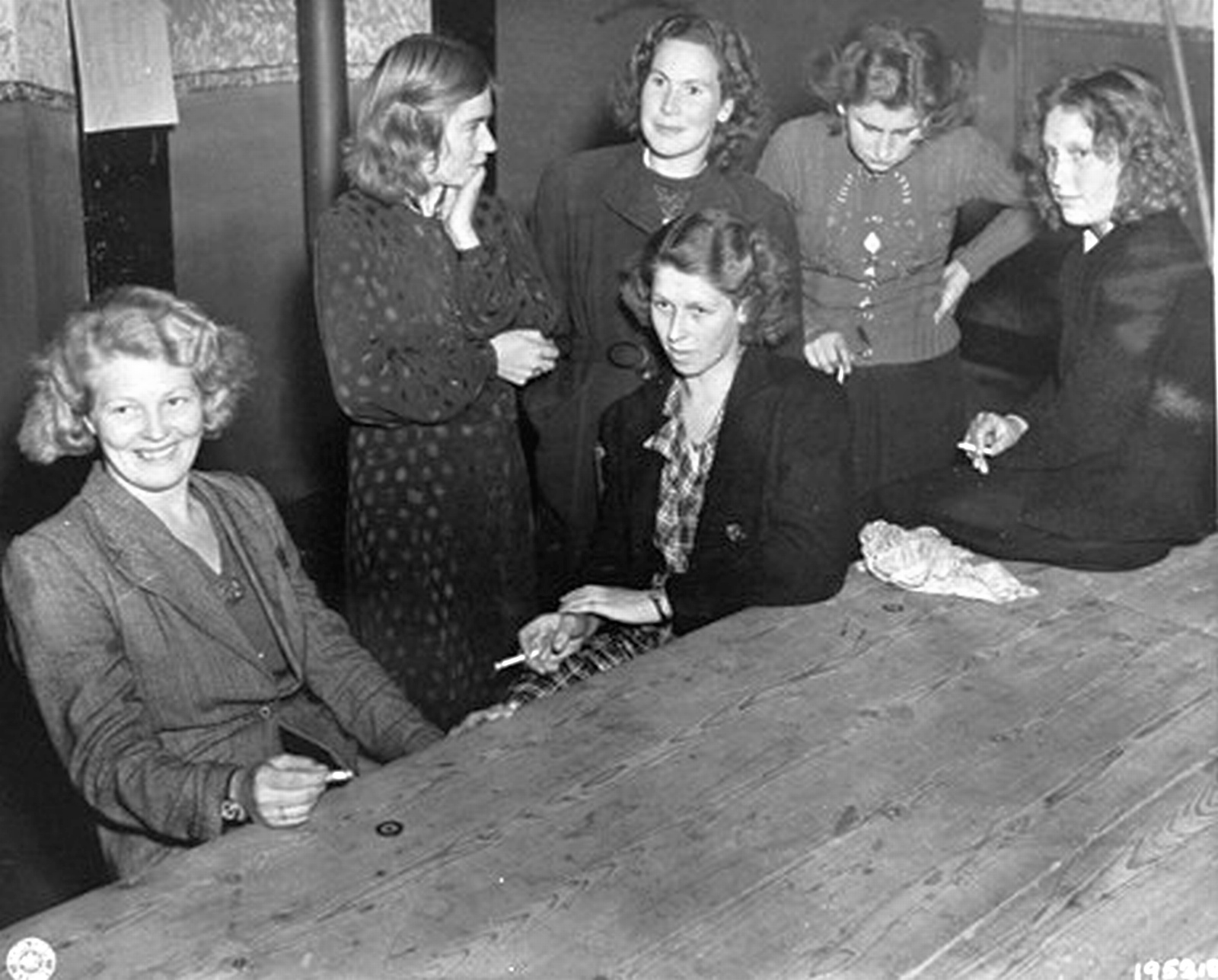
Femei neerlandeze care au avut relații sexuale cu germanii așteptând să fie judecate, după ce au fost arestate de membrii rezistenței

După ce Aliații au debarcat în Normandia în iunie 1944, rezistența neerlandeză a trebuit să facă față presiunii crescânde a Aliaților pentru obținerea de informații cu privire la pozițiile defensive germane, pentru efectuarea de sabotaje împotriva naziștilor și pentru participarea activă la lupte. 
Mai multe regiuni ale Țărilor de Jos au fost eliberate în timpul operațiunii Aliate împotriva Liniei Siegfried. Portul Antwerp a fost eliberat pe 4 septembrie 1944. Eșecul Operațiunii Market Garden – o operațiune aeropurtată prin care se încerca cucerirea și securizarea a opt poduri și linii de transport din regiunea Arnhem – s-a datorat în mare parte refuzului britanicilor să accepte informațiile oferite de luptătorii rezistenței neerlandeze. Britanicii aveau dreptate cel puțin în parte, unele surse de informații neerlandeze fiind compromise de infiltrările serviciilor de contraspionaj germane. 
În vreme ce sudul țării fusese eliberat, Amsterdamul și nordul Țărilor de Jos au rămas sub controlul german până la capitularea trupelor naziste din regiune de pe 6 mai 1945. 
În timpul celor 8 luni în care teritoriul neerlandez a mai fost sub controlul germanilor, Aliații nu au încercat să desfășoare operațiuni militare de amploare în zonă, principalele motive (oficiale) fiind teama pentru pierderi mari în rândul civililor, cât și speranța că regimul nazist se va prăbuși rapid sub loviturile concentrice ale ofensivei generale. Când guvernul neerlandez în exil a cerut declanșarea unei greve naționale pe căile ferate, naziștii au oprit toate transporturile de alimente către vestul Țărilor de Jos, ceea ce a declanșat foametea din iarna anului 1944. 